# Vincentas Verbyla
Vincentas Verbyla (* 23. April 1918 in Želsva, Wolost Liudvinavas, Bezirk Marijampolė; † 30. Mai 2017 in Vilnius) war ein litauischer Forstwissenschaftler und sowjetischer Politiker. Er war Vizeminister im Forstindustrieministerium der Litauischen Sozialistischen Sowjetrepublik.

## Leben
Vincentas Verbyla wurde 1918 als Sohn von Adomas Verbyla geboren.
Nach dem Abitur absolvierte Vincentas Verbyla 1943 das Studium an der Fakultät der Forstwissenschaften der  Universität Vilnius,  1958 das Diplomstudium an der Landwirtschaftlichen Akademie Litauens bei Kaunas. Nach der Aspirantur 1974 promovierte er zum Thema „Produktivität und Defekte der Schwarzerle-Wälder Litauens“ und wurde zum Kandidaten der Forstwissenschaften. 1974 habilitierte er sich zum Thema „Produktivität und Gesundheit der Schwarzerle-Wälder Litauens“ (litauisch Lietuvos juodalksnynų produktyvumas ir sveikatingumas) an der Aleksandras-Stulginskis-Universität. Nach der Nostrifikation der beiden Doktorgrade wurde er zum Doktor der Agrarwissenschaften.
Ab 1943 arbeitete Verbyla als Unterförster in der Oberförsterei Vilnius, ab 1944  als Revierförster ohne Försterei in der Oberförsterei Rokiškis und Revierförster von Svėdasai im Forstamt Šimonys in der Rajongemeinde Kupiškis. Ab 1946 leitete er als Direktor das Forstamt Vilkaviškis. Von 1947 bis 1952 war er Chefförster und 1957 Oberförster im Forstamt Kazlų Rūda. Von 1954 bis 1958 war Deputat des Stadtrats von Kazlų Rūda. Von 1958 bis 1984 arbeitete er als Vizeminister der Forstwirtschaft Sowjetlitauens. 1984 wurde er Rentner. Von 1984 bis 1990 arbeitete als wissenschaftlicher Mitarbeiter im Forstinstitut Litauens in Girionys.

## Ehrungen
- 1968: Verdienter Förster der Litauischen Sozialistischen Sowjetrepublik
- 1994: Ehrenmitglied des Litauischen Försterverbandes